# Кам'яне (селище, Сумський район)
Кам'яне — селище в Україні, у Верхньосироватській сільській громаді Сумського району Сумської області. Населення становить 75 осіб. До 2017 року орган місцевого самоврядування — Великобобрицька сільська рада.

## Географія
Селище Кам'яне розташоване за 27 км від обласного центру, на лівому березі річки Бобрик, вище за течією на відстані 2.5 км розташоване село Гребениківка, нижче за течією за 6.5 км розташоване село Верхня Сироватка, на протилежному березі — село Великий Бобрик. Поруч пролягає автошлях регіонального значення Р17.

## Історія
Неподалік селища Кам'яного виявлено слов'янське городище сіверян (VIII—X століття), а також давньоруське городище (IX—XIII століття).
Селище постраждало внаслідок геноциду українського народу, проведеного урядом СССР 1923—1933 та 1946–1947 роках.
19 липня 2020 року, в результаті адміністративно-територіальної реформи та ліквідації Краснопільського району, селище увійшло до складу Сумського району.